# NPremium
nPremium – polska komercyjna, płatna stacja telewizyjna nadająca głównie filmy największych wytwórni filmowych, seriale, koncerty, filmy dokumentalne oraz wydarzenia sportowe. Sygnał nadaje w rozdzielczości HDTV, a wybrane pozycje programowe także w 3DTV.

## Historia kanału
Pakiet 4 stacji (nPremium, nPremium 2, nPremium 3 i nPremium 4) rozpoczął nadawanie 15 grudnia 2011. Stacje nPremium i nPremium 3 zastąpiły nadawane do tej pory kanały pod marką nFilm HD i nFilm HD 2. Wraz ze startem oferty zlikwidowano kanał nShow 3D zastępując ją stacją nPremium 4, a transmisje 3DTV zostały włączone do wszystkich stacji używających nazwę nPremium. Wraz ze stacjami uruchomiono serwis nPremium VOD (dawniej nFilm VOD), będący kolekcją wybranych filmów z oferty stacji w systemie wideo na życzenie. Stacja nPremium 2 była wersją timeshift channel stacji nPremium z dwugodzinnym opóźnieniem.
Stacje wchodzące w skład pakietu posiadały wyłączne umowy z wytwórniami 20th Century Fox i Monolith Films oraz prawa do filmów z wytwórni MGM, DreamWorks, Paramount Pictures i CBS Films. Nadawały również dokumenty National Geographic w 3DTV.
Stacje były dostępne na cyfrowych platformach satelitarnych n, Telewizja na kartę HD i Neostrada TP z telewizją oraz w wybranych sieciach kablowych.
5 kwietnia 2013 pakiet stacji nPremium oraz kanał Wojna i Pokój zakończyły emisję. Zmiany miały związek z fuzją platform cyfrowych Cyfra+ oraz n, które od 21 marca 2013 weszły w skład nowej platformy nc+. Wszystkie prawa filmowe ze stacji nPremium zostały przeniesione do stacji z pakietu Canal+. Na platformie Telewizja na kartę HD stacje nPremium 3 i nPremium 4 zostały zastąpione przez Canal+ Family 2 HD, a nPremium i nPremium 2 zostały zastąpione przez Canal+ Family HD.